# Chascomús (município)
Chascomús é um partido (município) da província de Buenos Aires, na Argentina.
O partido de Chascomús forma parte da região denominada Zona Deprimida do Rio Salado, no centro-este da Província de Buenos Aires. A principal cidade do partido é Chascomús. No território do partido encontra-se também a localidade de Manuel José Cobo (também chamada Lezama, em razão da estação ferroviária ali situada). 

## Toponímia
Em mapuche, Chascomús significa água muito salgada.

## Localidades
- Chascomús: 30.670  habitantes
- Manuel José Cobo: 4.109  habitantes [1]

Paragens:
- Paraje El Destino
- Atilio Pessagno
- Comandante Giribone
- Don Cipriano
- Gandara
- Libres del Sud
- Monsaterio
- Pedro N. Escribano

## População
Segundo o Censo Nacional de Población y Vivienda de 1991, Chascomús teve uma taxa de crescimento demográfico anual de 1,5%, no período intercensitário 1980-1991, e de 9,87%, no período 1991-2001.
A população rural representava 17,7% do total e a população urbana se distribuía entre as duas localidades do partido: Manuel José Cobo e Chascomús.
Segundo estimativas do Indec para junho de 2008, a população do partido é de 41.105 habitantes.
| População | 9.637 | 13.044  | 16.392  | 21.560  | 24.660  | 25.927 | 29.936  | 35.174  | 38.647 |
| Variação  | -     | +35,35% | +25,66% | +31,52% | +14,37% | +5,13% | +15,46% | +17,49% | +9,87% |

Fonte: Instituto Nacional de Estadísticas y Censos, INDEC